# Stelis peliochyla
Stelis peliochyla är en orkidéart som beskrevs av João Barbosa Rodrigues. Stelis peliochyla ingår i släktet Stelis och familjen orkidéer. Inga underarter finns listade i Catalogue of Life.

## Bildgalleri

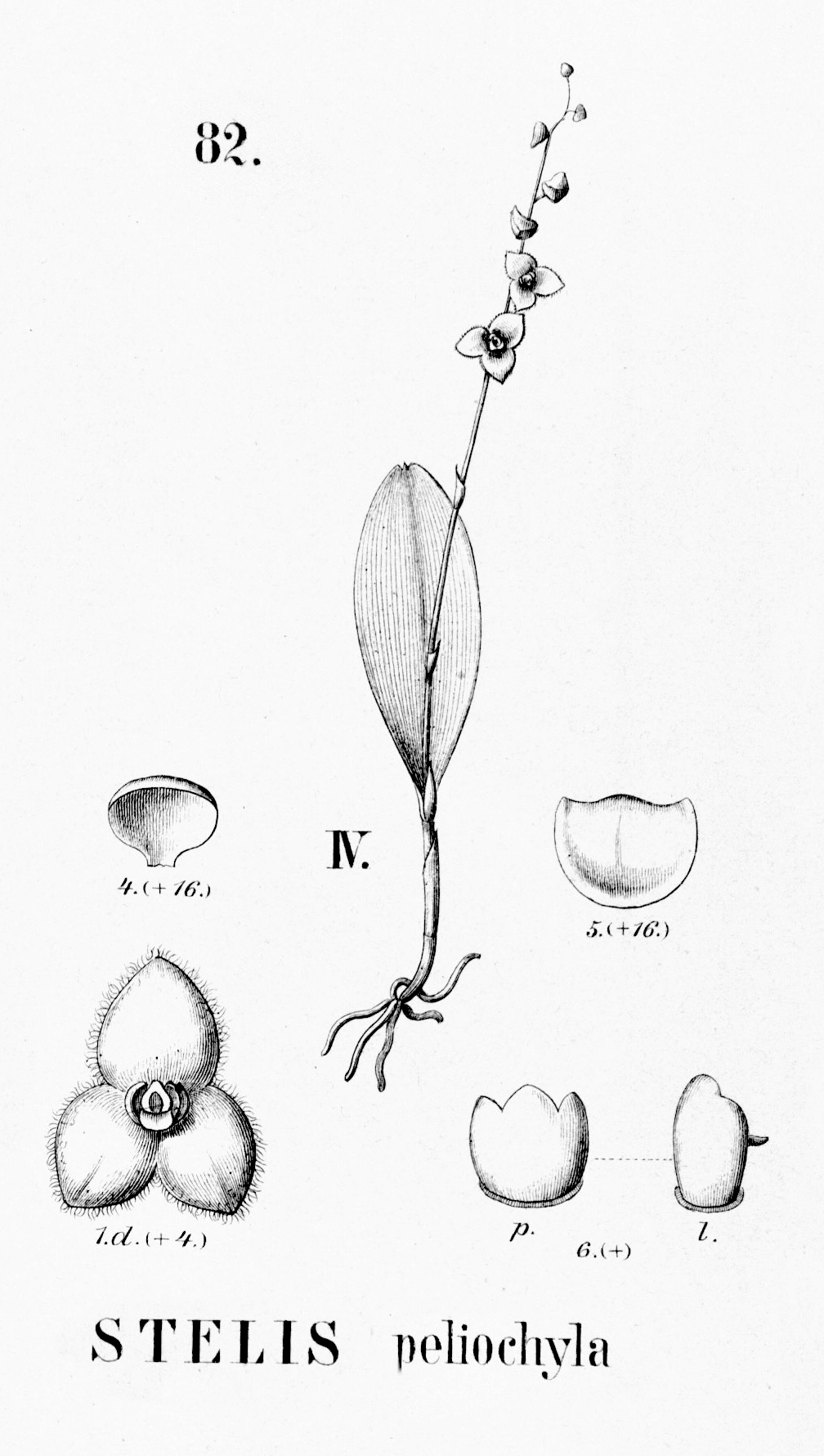